# Клочков, Иван Фролович
Иван Фролович Клочков (22 февраля 1923 — 15 августа 2010) — советский офицер, участник Великой Отечественной войны, командир огневого взвода артиллерии 469-го стрелкового полка (150-я стрелковая дивизия, 3-я ударная армия, 1-го Белорусского фронта), Герой Советского Союза (1946), генерал-майор в отставке.

## Биография
Родился 22 февраля 1923 в селе Бельское ныне Спасского района Рязанской области в семье крестьянина. Русский. Член КПСС с 1944 года. Образование — 7 классов. Работал секретарём Бельского сельсовета.
В Красной Армии — с сентября 1941 года. Клочков попал служить в 1-й батальон 7-й воздушно-десантной бригады 4-го воздушно-десантного корпуса. До февраля 1942 года проходил школу молодого бойца в составе корпуса в Поволжье.
В январе 1942 года в ходе наступления под Москвой, в Смоленской области южнее города Вязьмы, куда прорвались часть соединений 33-й армии и 1-й гвардейский кавалерийский корпус, образовалась изолированная от наших войск войсковая группа. Для её усиления в этот же район транспортной авиацией перебрасывались воздушно-десантные корпуса.
18 февраля 1942 года Клочков с небольшой десантной группой оказался в тылу фашистских войск и здесь принял боевое крещение. Группа несколько раз устраивала засады на шоссе Ярцево — Вязьма, уничтожая автомашины и живую силу вермахта. Через несколько дней, пройдя по немецким тылам более 100 километров, группа соединилась с основными силами корпуса.
До июня 1942 года Клочков в составе своего корпуса сражался в тактическом окружении на реке Угре. В ходе почти 4-месячных ожесточённых боёв в тылу врага десантники, кавалеристы, партизаны и красноармейцы приковали к себе большие силы группы армий «Центр» вермахта. В июне 1942 года, когда положение окружённых стало критическим, командование разрешило войскам совершить прорыв на свою территорию, и Клочков с товарищами в результате непрерывных боёв вышли в расположение войск советской 10-й армии.
3 августа 1942 года 4 воздушно-десантный корпус был реорганизован в 38-ю гвардейскую стрелковую дивизию. Клочков стал бойцом 115-го гвардейского стрелкового полка. Дивизия сразу же была направлена на Сталинградский фронт, где, войдя в состав 1-й гвардейской армии, сходу вступила в бой в районе станицы Сиротинская. До конца августа Клочков сражался в малой излучине Дона. Затем вместе с дивизией он совершил марш в район станций Котлубань и Самофаловка. Здесь, войдя в состав 66-й армии, 38-я гвардейская дивизия, в которой старший сержант Клочков был заместителем командира взвода, до ноября 1942 года своими активными действиями помогала защитникам Сталинграда. Здесь Клочков получил свою первую боевую награду — медаль «За отвагу».
19 ноября 1942 года началось грандиозное наступление советских войск на Дону. В результате в Сталинграде была окружена крупная группировка фельдмаршала Паулюса. Враг ударами извне пытался деблокировать окружённых. Советские войска создали внешний фронт обороны, который нужно было «двигать» на запад. Клочков в составе своей дивизии в середине декабря передислоцировался на Дон в район станицы Вешенской. Отсюда дивизия перешла в наступление. Клочков участвовал в окружении, пленении и ликвидации группировки итальянских и гитлеровских войск 23—25 декабря 1942 года в районе станицы Мешковская Ростовской области. А 13 января 1943 года был одним из тех, кто освободил город Миллерово. Затем подвижная группа, в которую вошли и 38-я гвардейская стрелковая дивизия, освобождала города Донбасса: Лисичанск, Славянск, Краматорск, Красноармейск.
В конце февраля 1943 года гитлеровцы, собрав в кулак несколько танковых армий, нанесли контрудар по оторвавшимся далеко от своих баз войскам Юго-Западного фронта. Клочков в составе своей дивизии несколько дней оборонял город Барвенково, а затем с кровопролитными боями вышел из окружения за реку Северский Донец в район города Чугуева. Здесь он был назначен на должность руководителя делопроизводства в оперативном отделе штаба дивизии, чему очень был не рад.
В июне 1943 года Клочков был откомандирован на учёбу в Подольское артиллерийское училище, располагающееся в эвакуации в городе Бухаре. До осени 1944 года десантник, затем пехотинец Клочков становился артиллеристом. В звании младшего лейтенанта он был направлен на 1-й Белорусский фронт, где был назначен командиром огневого взвода 469-го стрелкового полка 150-й стрелковой дивизии 3-й ударной армии.
В январе 1945 года Клочков участвовал в Висло-Одерской операции. 17 января 1945 года он в составе своего полка вошёл в столицу Польши Варшаву. Совершив марш протяжённостью около 500 километров, полк, в котором служил Клочков, вышел на Одер в районе города Флатова. Отсюда 3-я ударная армия была повёрнута на север в Померанию. Завязались ожесточённые бои в районе города Шнайдемюля (ныне город Пила, Польша). 16 февраля 1945 года взвод Клочкова и другие артиллерийские подразделения стояли насмерть в районе деревни Дейч-Фире, но не пропустили пытавшегося вырваться из окружения противника. В деревне артиллеристы Клочкова взяли в плен около 200 фашистов. 17 февраля 1945 года Шнайдемюль был взят.
Далее Клочков участвовал в наступлении в Померании. Освобождал город Фрайенвальде, сражался с танковыми колоннами гитлеровцев у озера Вотшвинзее и 6 марта 1945 года вышел на берег Балтийского моря. Из трофейных немецких пушек артиллеристы Клочкова потопили в водах Балтики пытавшихся переправиться через залив 2 катера, около десятка лодок и 3 баржи с гитлеровскими солдатами и офицерами. 9 марта 1945 года был захвачен город Цеббен. За бои в Померании Клочков был награждён орденом Красной Звезды.
После боёв в Померании 3-я ударная армия передислоцировалась на главное — берлинское направление. 16 апреля 1945 года началась наступление на Берлин. 469-й стрелковый полк наступал на главном направлении дивизии.
При прорыве вражеской обороны на Кюстринском плацдарме у населённого пункта Кунерсдорф 17 апреля 1945 года, находясь в боевых порядках пехоты, умело командовал взводом. Огнём орудий уничтожил 3 пушки на прямой наводке, 4 станковых пулемёта и до 30 солдат неприятеля, чем обеспечил продвижение вперёд стрелковых подразделений. 22 апреля в уличных боях в предместье Берлина Панкове выбыл из строя один из артиллерийских расчётов взвода. В это время противник крупными силами пехоты при поддержке самоходных артиллерийских установок перешёл в контратаку. В одиночку встав к орудию, младший лейтенант И. Ф. Клочков с расстояния в 200 метров точным выстрелом подбил головную самоходку, вынудив остальные отступить в укрытие. Немецкая пехота продолжала наседать на орудие Клочкова, но Иван Фролович стойко удерживал позицию. Ураганным огнём он прижал вражеских солдат к земле. Воспользовавшись этим, советская пехота пошла в наступление и выбила противника с занимаемых рубежей. На поле боя остались более 40 убитых солдат и офицеров вермахта. 26 апреля огневой взвод Клочкова надёжно прикрыл переправу подразделений стрелкового батальона через Берлинско-Шпандауский судоходный канал. Следом за пехотой Иван Фролович с одним расчётом переправился на другой берег и с ходу вступил в бой с контратакующим противником. Тремя выстрелами артиллеристы зажгли вражескую САУ, после чего вступили в артиллерийскую дуэль с немецкой пушкой, выдвинутой на прямую наводку, и вторым снарядом уничтожили её. Своими действиями младший лейтенант И. Ф. Клочков обеспечил быстрое форсирование водной преграды батальоном.
Указом Президиума Верховного Совета СССР от 15 мая 1946 года за образцовое выполнение боевых заданий командования на фронте борьбы с немецко-фашистскими захватчиками, умелое руководство подразделением и проявленные при этом отвагу и геройство младшему лейтенанту Ивану Фроловичу Клочкову было присвоено звание Героя Советского Союза с вручением ордена Ленина и медали «Золотая Звезда».
В 1956 году окончил Военную артиллерийскую командную академию, а в 1962 году — Высшие артиллерийские курсы при этой академии.
Был начальником курса Военной артиллерийской академии, заместителем начальника Ленинградского высшего артиллерийского командного училища.
С мая 1984 г. — в запасе.
Избирался народным депутатом СССР (1989—1991).

## Награды и звания
Награждён орденами: Ленина (15.05.1946), Красного Знамени (25.05.1945), Отечественной войны 1-й степени (06.04.1985), 2 орденами Красной Звезды (30.03.1945; 30.12.1956), орденом «3а службу Родине в ВС СССР» 3-й степени (30.04.1975), медалью «За отвагу» (28.03.1943), другими медалями.
Указами Президента Российской Федерации от 1 апреля 1995 года № 326 награждён орденом Дружбы (За многолетнюю плодотворную работу по патриотическому воспитанию молодежи, социальной защите ветеранов и укреплению дружбы между народами) и от 19 ноября 2009 года № 1291 — орденом Почёта.
Почётный гражданин Спасского района Рязанской области, почётный ветеран г. Москвы, почётный председатель Межрегиональной Санкт-Петербурга и Ленинградской области организации Всероссийской общественной организации ветеранов (пенсионеров) войны, труда, вооружённых сил и правоохранительных органов, почётный член организации ветеранов ВДВ.